# جادسون هيل
جادسون هيل هو سياسي أمريكي، ولد في 17 ديسمبر 1959. نشط حزبياً في الحزب الجمهوري. وقد انتخب عضو مجلس ولاية جورجيا ‏.